# Pedro Murillo Velarde y Bravo
Pedro Murillo Velarde y Bravo (Laujar de Andarax, 6 de agosto de 1696-El Puerto de Santa María,  30 de noviembre de 1753) fue un religioso jesuita, geógrafo, jurista, músico, poeta, historiador y misionero español. 
Autor de dos cartas geográficas o mapas celebérrimos, un Mapa Mundi y el Mapa de las Islas Filipinas. Se le tiene por precursor de la Escuela Universalista Española del siglo XVIII.

## Biografía

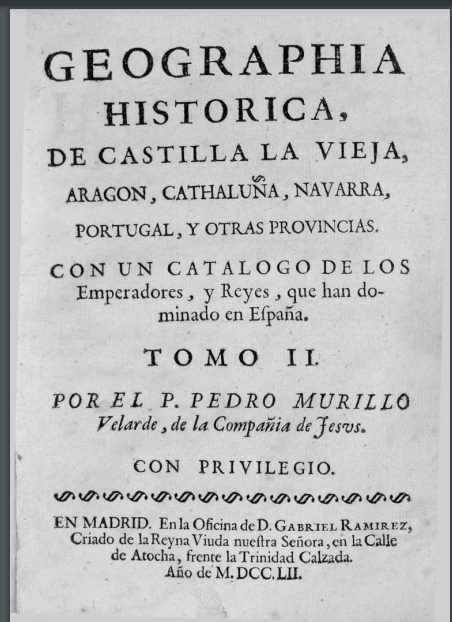
Segundo tomo de los 10 que Murillo Velarde publicó en 1752

Nació el 6 de agosto de 1696 en Laujar de Andarax y falleció en El Puerto de Santa María, Cádiz, el 30 de noviembre de 1753, cuando se disponía a regresar a Filipinas. Nacido en el seno de una de las familias hidalgas más importantes de Laujar de Andarax, la influencia de la misma alcanza su máximo grado cuando, en mayo de 1724, Luis I nombra obispo de Pamplona a Andrés José Murillo Velarde y Contreras, tío y protector de Pedro.
Estudió en Murcia, Toledo, la Universidad de Granada y la Universidad de Salamanca, donde finalizó sus estudios de Derecho y llegó a ser docente. Pasado el tiempo se convertirá en un reputado jurista.[cita requerida] En 1718 ingresa en la Compañía de Jesús que le envía a Alcalá de Henares a finalizar teología en la Universidad de Alcalá, y en 1721 se enrola como misionero en dirección a las Filipinas, donde la orden le encarga la enseñanza en el Colegio San José y en la Universidad de Manila, donde imparte Derecho Canónico y Civil. Cuando el Colegio pasa a ser Universidad de San José, imparte también allí dichas materias.
En Filipinas ostentará diversos cargos como los de secretario de la provincia jesuítica, vicerrector del noviciado de San Pedro de Macati, rector de la residencia de Antipolo, calificador del Santo Oficio, visitador de las misiones de Mindanao y procurador de su provincia en las curias de Madrid y Roma.

## Obras fundamentales
Entre sus muchas obras, la más destacable es la compuesta en 10 volúmenes Geografía Histórica, publicada en Madrid en 1752. 
El conjunto de la obra es accesible en versión digital en Archive. El segundo volumen se encuentra en la Biblioteca Digital de Castilla y León y la Carta Hydrographica y Chorographica de las Yslas Filipinas, un mapa de las islas encargado por el rey en 1734 que se ha utilizado incluso en épocas recientes para dirimir conflictos territoriales.

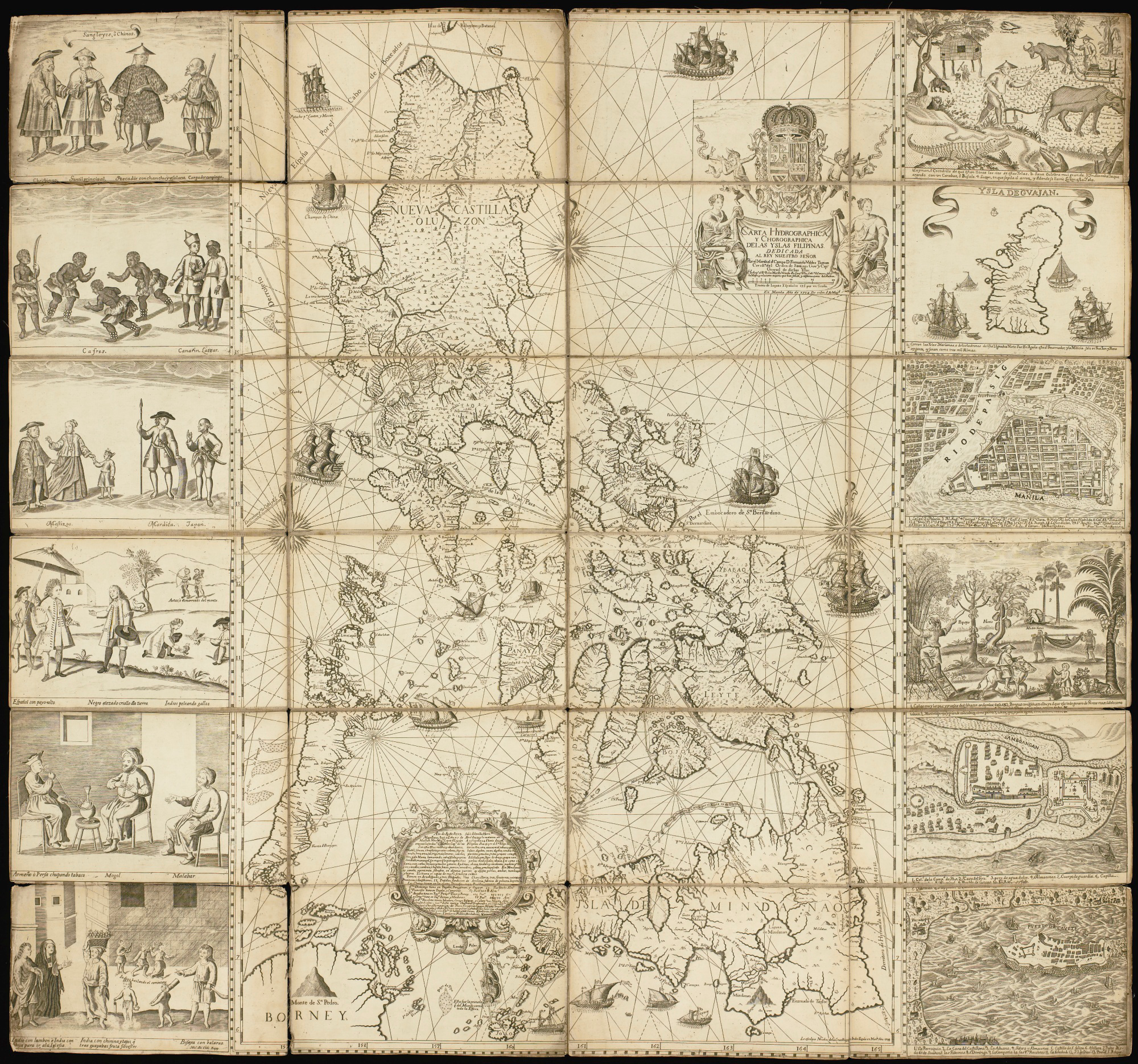
Copia del Mapa de Velarde (1734), conservado en la Biblioteca Nacional de España

Sus obras jurídicas, aun en menor proporción, son también de importancia e incluso continúan reeditándose actualmente, como sucede con su Curso de Derecho Canónico Hispano e Indiano.

## Véase además
- Escuela Universalista Española del siglo XVIII

- Instituto Juan Andrés de Comparatística y Globalización